# ビジトジ
ビジトジは、プロダクション人力舎の若手お笑い芸人11組がCDデビューするために結成したユニット。
ビジトジの由来は“ビートルズのように誰からも愛される人力舎のオールスターユニットになることを目指して、2つの卵とじのようにまとめる”という意味から来ている。 
2005年1月22日にミニアルバム『ビジトジ』でデビューした（オリコン106位）。なお、うたばんに出演し、カンペが登場するようになったが、他局の音楽番組はタブーにされている。

## 概説
元々はプロダクション人力舎の社長である玉川善治が作詞家デビューする為に結成されたユニットである。同事務所のネタ見せライブで同氏作詞の「夢の道」という曲を歌わせていたが、詞が臭すぎて歌うのが恥ずかしいという理由でタレントたちからブーイングがあがった。その半年後、プロの作曲家や作詞家に依頼をし始め、タレントたちは気がついたら本格的にデビューする事が決まっていた。

### ビジトジの世の中をもっと楽しくするプロジェクト
2006年12月5日に、ビジトジの「世の中をもっと楽しくするプロジェクト」発表のための記者会見が開かれた。会見では、「世の中をもっと楽しくする」をテーマにビジトジ公認のパチンコ・パチスロが2007年1月下旬から登場することや（パチンコは『CRビジトジの忍気爆発!』（サミー）、パチスロは『ビジトジ』（銀座）として発売）、全国縦断PRの旅、DVD発売などの活動をしていくことが発表された。それに伴いプロジェクトの公式サイトも設置された。
このサイトでメンバーとして紹介されているのはアンジャッシュ、アンタッチャブル、北陽、おぎやはぎ、ドランクドラゴン、キングオブコメディ、田上よしえ、東京03であり、前述の記者会見に出席したのもこの8組だった。（ちなみにこのサイトではアンジャッシュの欄にリーダーと明記されてはいない。）

## メンバー

### 結成当初のメンバー
- アンジャッシュ（児嶋一哉、渡部建）
- アンタッチャブル（山崎弘也、柴田英嗣）
- おぎやはぎ（小木博明、矢作兼）
- 北陽（虻川美穂子、伊藤さおり）
- ドランクドラゴン（鈴木拓、塚地武雅）
- 東京03（豊本明長、飯塚悟志、角田晃広）
- キングオブコメディ（今野浩喜、高橋健一）
- ラバーガール（飛永翼、大水洋介）
- 田上よしえ
- CUBE（和田貴志、石川明）
- Y&Y（但野由美、上山有香）

### 「世の中をもっと楽しくするプロジェクト」以降のメンバー
- アンジャッシュ
- アンタッチャブル
- 北陽
- おぎやはぎ
- ドランクドラゴン
- キングオブコメディ
- 田上よしえ
- 東京03

## CD
- ビジトジ（2005年1月22日）
  - Disc1

  1. 笑い続ける花になる / ビジトジ
  2. 君がいる 僕がいる / ビジトジ
  3. 街角メロディ / ドランクドラゴン
  4. THAT'S LIFE ~笑ってねじ伏せよう~ / アンタッチャブル
  5. 雨の高円寺 / 北陽 with Y&Y
  6. BYE BYE LOVE / おぎやはぎ
  7. 隅田川 / アンジャッシュ
  8. 夢の道 / ビジトジ
  9. 笑い続ける花になる (カラオケ)

  - Disc2

  1. 「笑い続ける花になる」ビデオクリップ
  2. はじめてのレコーディングドキュメント